# Statens utvecklingsfond
Statens utvecklingsfond (SUFO) var en svensk statlig förvaltningsmyndighet som inrättades under regeringen Palme I den 1 juli 1973. Fonden hade enligt proposition 1973:41 till syfte "att stödja riskbetonade investeringar inom industrin för utveckling av nya produkter, processer eller system." Fonden leddes av en självständig styrelse, men knöts administrativt till Statens Industriverk, som inrättades samtidigt. Ordförande för fondens styrelse var bankdirektören Arne Callans.
Utvecklingsfonden lades ner under regeringen Fälldin I 1978 och fondens medel lades samman med hantverks- och industrilånefondens medel och fördelades ut på regionala fonder på länsnivå. Denna förändring var en del av regeringens så kallade "småföretagarpaket".
Under 1980 genomförde Statens Industriverk en utvärdering av lån som beviljats under perioden 1974–1979 av Statens utvecklingsfond och senare de regionala utvecklingsfonderna. De fann att av de cirka 800 lån på totalt 200 miljoner kronor som beviljats hade bara fem procent återbetalats. Avdelningsdirektören Anders Lundström, som var en av författarna till utvärderingen, konstaterade att lånen i praktiken hade varit bidrag.